# JazzTimes
JazzTimes est un magazine américain de jazz. Fondé en 1970 par Ira Sabin, comme une lettre d'information intitulée Radio Free Jazz, en 1980 son nom changea pour JazzTimes. Ce magazine est aujourd'hui considéré comme une référence mondiale pour cette musique.
« JazzTimes est devenu ce qu'il est convenu d'appeler le magazine numéro 1 dans le monde, pour le jazz » — All Music Guide to Jazz